# Кукушка търговска и индустриална камара
Кукушка търговска и индустриална камара (на гръцки: Εμποροβιομηχανικό Επιμελητήριο) е административна сграда в град Кукуш, Гърция, обявена за паметник на културата.
Сградата е построена в 1925 година. В продължение на 60 години помещава клона на Националната банка на Гърция в Кукуш. По-късно след ремонт е предадена на Кукушката търговска и индустриална камара, като към нея успешно е присъединена съседната триетажна сграда.